# Pál Ányos
Pál Ányos (28. prosince 1756, Nagyesztergár – 5. září 1784, Veszprém) byl maďarský paulínský kněz a preromantický básník.

## Život
Jeho rodné jméno bylo Ištván. Pocházel ze šlechtické rodiny, v šestnácti letech vstoupil do řehole a přijal jméno Pál (Pavel). Studoval na Trnavské univerzitě a roku 1776 se stal doktorem filozofie. Ve studiu teologie pokračoval na univerzitě v Budíně, kam byla Trnavská univerzita roku 1777 přestěhována. Roku 1781 byl vysvěcen na kněze a poslán do kláštera v Nitranské župě. Zde žil odloučen od světa a sepsal zde většinu svých elegických básní, z nichž některé zlidověly. Roku 1782 byl povolán do Székesfehérváru (Stoličného Bělehradu), aby se stal profesorem na místním gymnáziu. Zde se zhoršilo jeho již tak špatné zdraví natolik, že musel po roce místo opustit a roku 1784 zemřel ve věku pouhých dvaceti osmi let. Pochován je v kryptě římsko-katolického františkánského kostela ve Veszprému.

## Dílo

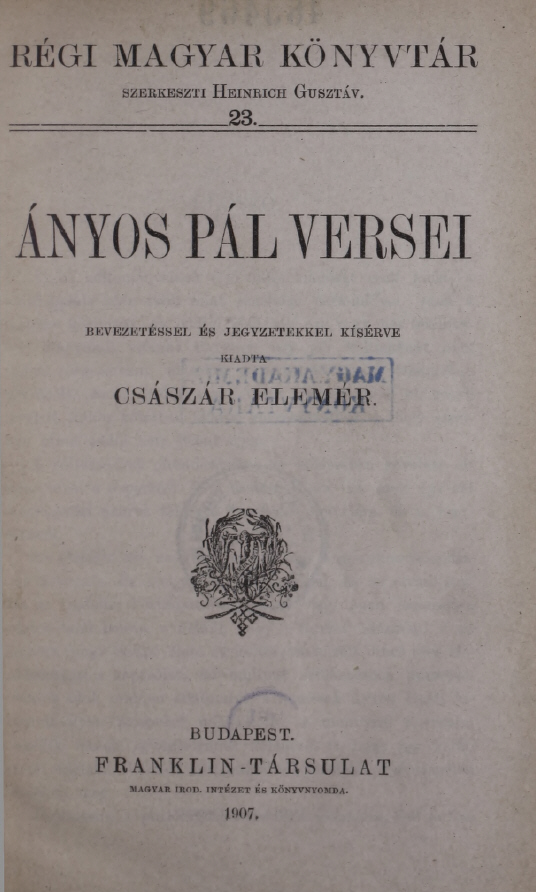
Vydání Ábyosových básní z roku 1907

Od klasicistních počátků došel ve své tvorbě k myslitelsky laděné osobní, náboženské a reflexivní lyrice, vyzdvihující cit proti zracionalizovanému světu a vyznačující se krásným jazykem a vroucností. Zárodek choroby, která způsobila jeho předčasnou smrt, je příčinou, že jejich velká část se zabývá předtuchou smrti. Mezi nejznámější z nich patří Egy boldogtalannak panasszai a halavány holdnál (1780, Nářky nešťastníkovy při bledé luně).
Napsal rovněž satirickou poemu Kalapos király (1782, Král v klobouku), kritizující reformy císaře Josefa II., která měla velký politický význam (je považována za jeden z nejostřejších projevů maďarské stavovské opozice proti Rakousku).

## Některá vydání jeho básní
- Ányos Pál munkáji (1798, Dílo Pála Ányose).
- Ányos Pál költeményei (1875, Básně Pála Ányose).
- Ányous Pál versei (1907, Básně Pála Ányose).